# Верхний Имек
Верхний Имек (хак. Ибік пазы) — деревня в Таштыпском районе Хакасии.

## География
Находится на северо-западе от райцентра — с. Таштып.
Расположена на правом берегу реки Имек. Расстояние до ближайшей ж.-д. ст. Усть-Есь — 39 км.

## История
Образование Верхнего Имека датировано началом 1920-х годов. Поселение было основано жителями близлежащих деревень (Нижний Имек, Бутрахты, Таштып, Большой Бор).
В 1927—1928 годах создана сельскохозяйственная артель «Трудовик» (позднее колхоз «Имени Ворошилова»).
В 1956—1957 годах в Верхнем Имеке образована ферма № 5 Таштыпского молсовхоза.
В настоящее время действующих предприятий в Верхнем Имеке нет.

## Население
| 2002 | 2010 |
| ---- | ---- |
| 191  | ↗244 |

Население — 213 человек (на 01.01.2004), в том числе русские — (30 %), хакасы — (65,2 %) и др.

## Инфраструктура
Работают неполная средняя школа, фельдшерско-акушерский пункт, библиотека.